# Nick Rowe
Nicholas "Nick" David Rowe (ur. 11 września 1992) – kanadyjski zapaśnik walczący w stylu wolnym. Srebrny medalista mistrzostw panamerykańskich w 2019 roku.
Zawodnik Brock University.